# 釜石街道
釜石街道（かまいしかいどう）は、岩手県遠野市と同県釜石市を結ぶ街道

## 概要
中世遠野を領した阿曾沼氏が、遠野と沿岸部の領地釜石郷を結ぶ道として開いたと思われる。
藩政時代、閉伊郡横田村を抜け、仙人峠を越えて甲子川沿いにくだり閉伊郡平田村で浜街道に合流する街道。
文政8年（1825年）、小川川をさかのぼり佐比内村（遠野市）に出て遠野に行く小川新道がつくられた。仙人峠のような険もないため利用する者も多かったが、甲子町から反対運動が起り、まもなく廃止となった。
幕末に釜石鉱山が開発されると、以降は釜石へのルートが幹線となり、明治14年（1881年）の県統計書で三等県道として「釜石街道」があげられている。

## 宿場・伝馬継所
- 遠野宿（岩手県遠野市）
- 甲子
- 釜石

## 峠
- 仙人峠

## 参考資料
- 「角川日本地名大辞典」編纂委員会『角川日本地名大辞典 3 岩手県』角川書店、1985年3月8日。ISBN 4040010302。
- （有）平凡社地方資料センター『日本歴史地名大系 第3巻 岩手県の地名』平凡社、1990年7月13日。ISBN 4-582-91022-X。
- 渡辺信夫『東北の街道 道の文化史いまむかし』無明舎出版、1998年7月15日。ISBN 4-89544-188-1。